# Médaille Pierre-Chauveau
Pour les articles homonymes, voir Chauveau.
La médaille Pierre-Chauveau est attribuée par la Société royale du Canada en reconnaissance d'une contribution exceptionnelle aux sciences humaines, à l'exclusion de la littérature canadienne et de l'histoire du Canada. Elle consiste en une médaille d'argent, attribuée tous les deux ans si une candidature est jugée à la hauteur.
La médaille est nommée en la mémoire de Pierre-J.-O. Chauveau (1820-1890), un écrivain, avocat, professeur et homme politique canadien. Il fut le deuxième président de la Société royale du Canada (1883-1884), le premier Premier Ministre du Québec (1867-1872) et président du Sénat (1874).

## Lauréats
- 1952 - Pierre Daviault
- 1953 - B. K. Sandwell
- 1954 - Gérard Morisset
- 1955 - Jean-Marie Gauvreau
- 1956 - Victor Morin
- 1957 - Claude Mélançon
- 1959 - Harry Bernard
- 1960 - F. C. A. Jeanneret
- 1961 - Gérard Malchelosse
- 1962 - Maurice Lebel
- 1963 - Arthur Maheux
- 1964 - Léo-Albert Lévesque
- 1965 - Robert Charbonneau
- 1966 - Louis-Philippe Audet
- 1968 - B. Wilkinson
- 1970 - Northrop Frye
- 1972 - Louis-Edmond Hamelin
- 1974 - Wilfred Cantwell Smith
- 1976 - Edward Togo Salmon
- 1979 - Kathleen Coburn
- 1981 - George Grant
- 1983 - Balachandra Rajan
- 1985 - Erich von Richthofen
- 1987 - Benoît Lacroix
- 1989 - John M. Robson
- 1991 - Guy Rocher
- 1993 - Bernard Beugnot
- 1995 - Vaira Vīķe-Freiberga
- 1997 - Jacques Henripin
- 1999 - Michael Millgate
- 2001 - Paul-Hubert Poirier
- 2003 - Gilles Bibeau
- 2005 - Shana Poplack
- 2010 - John Peter Oleson
- 2011 - Robert Ladouceur
- 2013 - James Carley
- 2015 - Keren Rice[2]